# استدلال ریت‌دایک–پاتنام
در فلسفه، استدلال ریت‌دایک–پاتنام، که به نام ویم ریت‌دایک و هیلاری پاتنام نام‌گذاری شده است، از یافته‌های فیزیک قرن بیستم – به ویژه در نسبیت خاص – برای حمایت از موضع فلسفی موسوم به چهاربعدگرایی استفاده می‌کند.
اگر نسبیت خاص را به کل فضا و زمان اعمال کنیم، آنگاه هر ناظر صفحه همزمانی مخصوص به خود را خواهد داشت که مجموعه‌ای یکتا از رویدادها را شامل می‌شود که لحظه حال ناظر را تشکیل می‌دهند. ناظرانی که با سرعت‌های نسبی متفاوت حرکت می‌کنند، صفحات همزمانی متفاوتی دارند و در نتیجه مجموعه‌های متفاوتی از رویدادهای حاضر خواهند داشت. هر ناظر مجموعه‌ای از رویدادهای حاضر خود را به صورت یک جهان سه‌بعدی می‌بیند، اما حتی کوچک‌ترین حرکت سر یا جابه‌جایی فاصله بین ناظران می‌تواند باعث شود که محتوای این جهان‌های سه‌بعدی متفاوت شود. اگر هر یک از این جهان‌های سه‌بعدی وجود داشته باشند، وجود چندین جهان سه‌بعدی نشان می‌دهد که جهان چهاربعدی است. این استدلال به مباحث مطرح‌شده توسط ریت‌دایک (۱۹۶۶) و پاتنام (۱۹۶۷) نسبت داده می‌شود. گاهی از آن به عنوان استدلال ریت‌دایک–پاتنام–پنروز نیز یاد می‌شود.

## پارادوکس آندرومدا

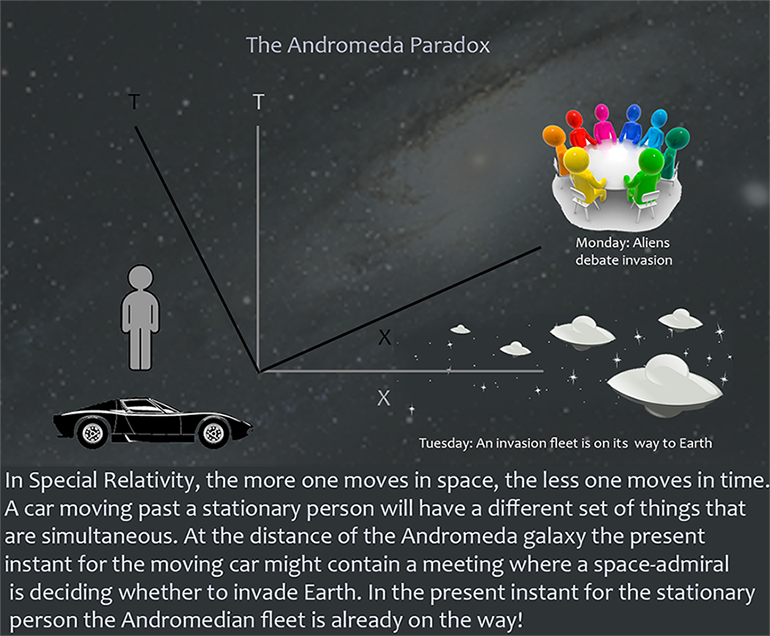
مثال تصویری از پارادوکس آندرومدا: این تصویر نشان می‌دهد چگونه طبق نسبیت خاص، دو ناظر در یک مکان ولی با سرعت‌های نسبی متفاوت می‌توانند «حال»‌های متفاوتی را تجربه کنند. در این مثال، شخصی ثابت و خودرویی در حال حرکت دارای صفحات همزمانی متفاوتی‌اند: آنچه برای فرد ثابت در لحظه حال، روز دوشنبه و جلسه‌ی تصمیم‌گیری بیگانگان برای حمله است، برای ناظر در حال حرکت ممکن است روز سه‌شنبه باشد که ناوگان بیگانگان در راه زمین است. این اختلاف در درک رویدادهای هم‌زمان، نتیجه‌ی مستقیم از نسبی بودن همزمانی در نظریهٔ نسبیت خاص است.

راجر پنروز شکلی از این استدلال را پیش برد که پارادوکس آندرومدا نامیده شده است و در آن نشان می‌دهد که دو نفر که در خیابان از کنار هم عبور می‌کنند می‌توانند لحظات حال بسیار متفاوتی داشته باشند. اگر یکی از این افراد به سمت کهکشان آندرومدا حرکت کند، ممکن است رویدادهای این کهکشان برای او ساعت‌ها یا حتی روزها عقب‌تر از رویدادهای فردی باشد که در حال دور شدن از کهکشان است. اگر این اتفاق بیفتد، تاثیرات چشمگیری بر درک ما از زمان خواهد داشت. پنروز با بحث درباره‌ی تهاجم احتمالی بیگانگان ساکن کهکشان آندرومدا به زمین، پیامدها را برجسته کرد. همان‌طور که پنروز بیان می‌کند:
دو نفر از کنار هم در خیابان عبور می‌کنند؛ و طبق نظر یکی از این دو نفر، ناوگان فضایی آندرومدایی قبلاً سفر خود را آغاز کرده است، در حالی که برای نفر دیگر، تصمیم درباره‌ی انجام یا عدم انجام این سفر هنوز اتخاذ نشده است. چگونه ممکن است همچنان عدم قطعیتی در مورد نتیجه‌ی این تصمیم وجود داشته باشد؟ اگر برای هرکدام از این دو نفر تصمیم قبلاً گرفته شده باشد، پس قطعاً نمی‌تواند عدم قطعیتی وجود داشته باشد. راه‌اندازی ناوگان فضایی یک اجتناب‌ناپذیری است. در واقع هیچ‌یک از این دو نفر هنوز نمی‌تواند از آغاز سفر ناوگان فضایی اطلاع داشته باشد. آن‌ها تنها بعدها، با مشاهدات تلسکوپی از زمین، می‌توانند بدانند که ناوگان واقعاً در راه است. سپس می‌توانند به آن برخورد تصادفی فکر کنند و به این نتیجه برسند که در آن زمان، طبق نظر یکی از آن‌ها، تصمیم در آینده‌ی نامعلوم قرار داشت، در حالی که برای دیگری، در گذشته‌ی قطعی بود. آیا در آن هنگام آینده نامعلوم بود؟ یا آینده‌ی هر دو نفر قبلاً "ثابت" شده بود؟
— راجر پنروز، ذهن جدید امپراتور: درباره کامپیوترها، ذهن‌ها و قوانین فیزیک
این "پارادوکس" متشکل از دو ناظر است که از منظر آگاهانه‌ی خود در یک مکان و لحظه‌ی یکسان حضور دارند اما مجموعه‌های متفاوتی از رویدادها را در "لحظه‌ی حال" خود درک می‌کنند. توجه داشته باشید که هیچ‌کدام از ناظران در واقع نمی‌توانند آنچه در آندرومدا می‌گذرد را "ببینند"، زیرا نور آندرومدا (و ناوگان فضایی فرضی) ۲.۵ میلیون سال طول می‌کشد تا به زمین برسد. این استدلال درباره‌ی آنچه می‌توان "دید" نیست؛ بلکه کاملاً درباره‌ی این است که ناظران مختلف کدام رویدادها را متعلق به لحظه حال خود می‌دانند.

## انتقادات
تفسیرهای نسبیت که در استدلال ریت‌دایک–پاتنام و پارادوکس آندرومدا استفاده شده‌اند، به طور جهانی پذیرفته نشده‌اند. هاوارد استاین و استیون اف. ساویت خاطرنشان می‌کنند که در نسبیت، حال مفهومی محلی است که نمی‌تواند به صفحات همزمانی سراسری گسترش یابد. افزون بر این، ان. دیوید مرمین بیان می‌کند:
اینکه نمی‌توان معنایی ذاتی برای همزمانی رویدادهای دوردست قائل شد، مهم‌ترین درسی است که باید از نسبیت آموخت.
— دیوید مرمین، وقتشه

## مطالعه بیشتر
- وسلین پتکوف (۲۰۰۵) "آیا جایگزینی برای دیدگاه جهان بلوکی وجود دارد؟" در دنیس دیکس (ویراستار)، هستی‌شناسی فضا-زمان، الزویر، آمستردام، ۲۰۰۶؛ مجموعه "فلسفه و بنیادهای فیزیک"، ص. 207–228
- کتاب ویکی: نسبیت همزمانی و پارادوکس آندرومدا
- "بودن و شدن در فیزیک مدرن"، دانشنامه فلسفه استنفورد